# Foire grasse de Lunéville
La foire grasse de Lunéville est une foire annuelle organisée à Lunéville, en Meurthe-et-Moselle. 
Cette foire ancestrale médiévale se déroule à Lunéville depuis 1417, en général au mois de février. Cette foire regroupe plus de 200 exposants et commerçants chaque année, et environ 20 000 visiteurs.

## Historique
Au Moyen Âge, la foire de Lunéville est un espace de vente de matériel agricole, et de bétails, de manière similaire à la foire de Poussay. 
À la suite de la révolution industrielle, on y vend aussi des véhicules motorisés.   

## Organisation
Cette foire s'inscrit plutôt dans la tradition des foires de type « Mardi gras », avec consommation de produits alimentaires festifs tels que des beignets, de la charcuterie locale, des gaufres.  
On y trouve aussi « les traditionnels bouquets de mimosas qui symbolisent en quelque sorte le renouveau, le passage de l'hiver au printemps ». 
Elle est organisée actuellement par le Football Club Lunévillois (FCL).